# Giovanna av Amalfi
Giovanna d'Aragona, hertiginna av Amalfi, född 1478, död 1510, var en italiensk hertiginna och regent. Hon var hertiginna av Amalfi som gift med Alfonso Piccolomini, hertig av Amalfi, och regent i hertigdömet Amalfi från 1498 till 1510 som förmyndare för sin son, hertig Alfonso av Amalfi. Hon är berömd som förlagan till John Websters pjäs The Duchess of Malfi (Hertiginnan av Malfi). 

## Biografi
Giovanna var dotter till prins Enrico d'Aragona och brorsdotter till kung Fredrik IV av Neapel. Hon hade två bröder: kardinal Luigi d'Aragona och markis Carlo av Gerace. Hon gifte sig med Alfonso Piccolomini, som år 1493 besteg tronen i hertigdömet Amalfi. Vid hennes makes död 1498 var hon gravid, och då hennes son Alfonso föddes i mars 1499 blev han omedelbart hertig av Amalfi, med sin mor som regent fram till sin myndighetsdag. Hon gifte i hemlighet om sig med sin gunstling och tjänare Antonio Beccadelli di Bologna, med vilken hon fick två barn i hemlighet, Fredrik and Giovanna. 
I november 1510 lämnade hon Amalfi, officiellt för att företa en pilgrimsfärd till Loreto. När hon nått Loreto, fortsatte hon emellertid till Ancona, utanför kungariket Neapels gränser. Hon förklarade då för sitt följe att hon var hemligt gift med Antonio Beccadelli och gravid. Hennes följe lämnade henne, och hon stannade i Ancona med Antonio Beccadelli under den följande förlossningen. Paret fortsatte sedan till Siena med sina barn, och tänkte därifrån fortsätta till Republiken Venedig, där de tänkte bosätta sig. 
I Siena blev dock Giovanna, hennes barn och kammarjungfru kidnappade av hennes bror Luigis agenter och återförda till Amalfi. Antonio Beccadelli lyckades fly och fortsatte till Milano, men Giovanna, hennes barn och kammarjungfru hördes aldrig av igen och blev med all säkerhet mördade på order av hennes bror. Hennes andra, hemliga äktenskap betraktades av hennes bröder som ett brott mot familjens heder på grund av att hon hade gift sig med en man av lägre status. Matteo Bandello, ett samtida vittne, uppgav senare att de alla blev strypta på order av Giovannas bror Luigi. Detta har aldrig bevisats men accepteras allmänt som sanningen. Antonio Beccadelli blev själv mördad av Luigis agenter i Milano 1513, tre år senare.